# Claes Magnus Cnattingius
Claes Magnus Cnattingius, född 27 januari 1757 i Västra Ny socken, död 26 januari 1820 i Ekebyborna socken, var en svensk präst i Ekebyborna församling. 

## Biografi
Claes Magnus Cnattingius föddes 27 januari 1757 i Västra Ny socken. Han var son till kyrkoherden Anders Cnattingius. Cnattingius studerade i Linköping och blev 1777 student vid Uppsala universitet, Uppsala. Han prästvigdes 12 juli 1781 och blev 1790 brunnspredikant vid Medevi brunn. Cnattingius blev 21 oktober 1791 komminister i Örtomta församling, Örtomta pastorat, tillträde 1793 och blev 8 augusti 1804 komminister i Slaka församling, Slaka pastorat, tillträde 1806. Han tog 17 maj 1797 pastoralexamen och blev 1 juni 1808 vice pastor. Cnattingius blev 8 januari 1812 kyrkoherde i Ekebyborna församling, Ekebyborna pastorat, tillträde 1813. Han avled 26 januari 1820 i Ekebyborna socken.

### Familj
Cnattingius gifte sig första gången 6 mars 1795 med Fredrica Maria Ekebom (1772–1806). Hon var dotter till inspektorn Anders Ekebom och Maria Christina Trybom på Lambohov i Slaka socken. De fick tillsammans barnen Sven Anders, Claes Fredrik (1798–1859), Maria Gustava, Johan August (1801–1866), Jacob Axel (1803–1871) och Nils Magnus (1805–1864).
Cnattingius gifte sig andra gången 24 april 1818 med Gertrud Helena Kinmanson (1774–1841). Hon var dotter till kyrkoherden Leonhard Kinman och Gertrud Helena Berzelius i Röks socken.